# Teresa Rodzińska-Chorąży
Teresa Rodzińska-Chorąży – polska historyk sztuki, wykładowca Uniwersytetu Jagiellońskiego.

## Życiorys
Doktorat uzyskała w 1995 roku na Uniwersytecie Jagiellońskim. Habilitowała się w 2010. Była dyrektor Instytutu Historii Sztuki UJ. W badaniach zajmuje się m.in. rzeźbą i architekturą średniowieczną, polską sztuką romańską i architekturą wczesnopiastowską. Członek Polskiej Akademii Umiejętności. Profesor UJ.

## Wybrane publikacje
- Au seuil de l'architecture chrétienne en Pologne. Ostrów Lednicki, „Cahiers de Civilisation Medievale” 41(161) 1998
- Romańskie malowidła ścienne w południowej apsydioli kościoła św. Andrzeja w Krakowie [w:] Lapides viventes. Zaginiony Kraków wieków średnich Kraków 2005. (wraz z A. Włodarkiem)
- Zespoły rezydencjonalne i kościoły centralne na ziemiach polskich do połowy wieku XII, Kraków 2009
- Wątki kamienne w architekturze w Polsce do schyłku XII wieku [w:] III Forum Architecurae Poloniae Medievalis, red. K. Stala, Kraków 2013